# Lukáš Kraus
Lukáš Kraus, né le 6 mai 1984, à České Budějovice, au République tchèque, est un joueur tchèque de basket-ball. Il évolue au poste d'ailier fort.